# Tilsiter SC
Maillots
Le Tilsiter SC est un ancien club sportif allemand de la ville de Tilstit

## Histoire
Le club fut fondé en 1907, sous le nom de SC Lituania Tilsit, par d’anciens membres du SC Ostpreussen Königsberg.
Le club fut sacré champion de la Baltischer Rasen-und Wintersport-Verband en 1911. Cela lui permit de se qualifier pour le tour final du championnat national. Mais faute de moyens financiers suffisants, le club ne put payer les frais de déplacement vers Berlin où il devait affronter le TuFC Viktoria 89 Berlin et fut éliminé par forfait.
Lors des deux années suivantes, le SC Lituania Tilsit participer au toutr finale de la fédération balte mais ne parvint plus à s’y imposer.
Par la suite, le SC Lituania n’enregistra plus de grands succès. En 1929, il fusionna avec son voisin du Verein für Körperübungen Tilsit pour former le Tilsiter SC.
Après la fin de la Seconde Guerre mondiale, la ville de Königsberg et une grande part de l’ancienne province de Prusse-Orientale devint un territoire de l’URSS. La population allemande fut expulsée. Comme tous les clubs allemands, le club du Tilsiter SC disparut.

## Palmarès
- Champion de la Baltischer Rasen-und Wintersport-Verband: 1911.